# Vittoria Adelaide di Schleswig-Holstein-Sonderburg-Glücksburg
Principessa Vittoria Adelaide di Schleswig-Holstein-Sonderburg-Glücksburg (in tedesco: Viktoria Adelheid Helene Luise Marie Friederike; Grünholz Manor, 31 dicembre 1885 – Grein, 3 ottobre 1970) fu la consorte di Carlo Edoardo, Duca di Sassonia-Coburgo e Gotha.

## Biografia

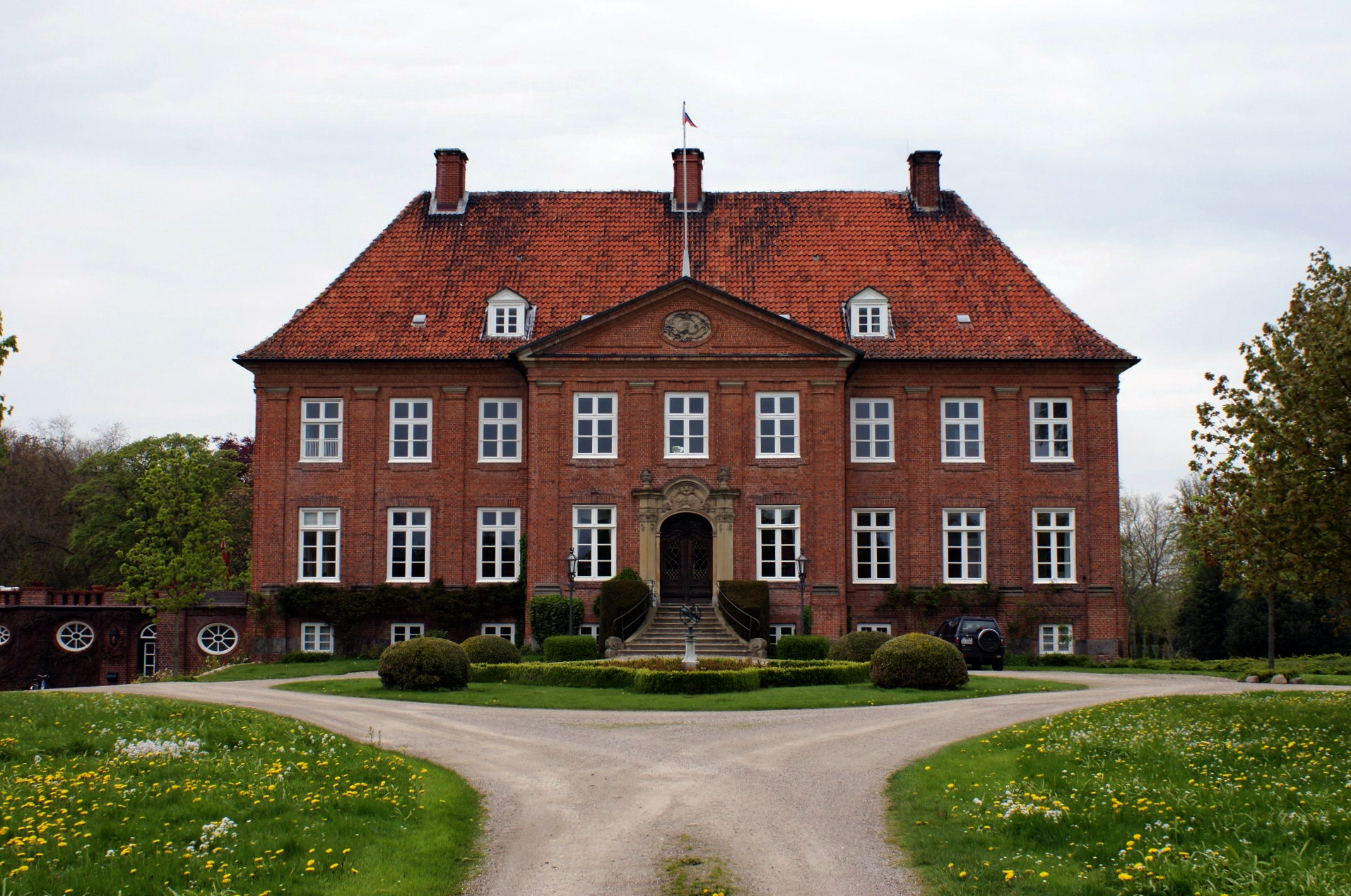
Grünholz Manor, luogo di nascita della Principessa Vittoria Adelaide, fotografato nel 2010.

Vittoria Adelaide era la figlia maggiore di Federico Ferdinando, duca di Schleswig-Holstein-Sonderburg-Glücksburg, e di sua moglie, la principessa Carolina Matilde di Schleswig-Holstein-Sonderburg-Augustenburg.
Il padre di Vittoria Adelaide era il maggiore dei figli maschi di Federico, duca di Schleswig-Holstein-Sonderburg-Glücksburg ed un nipote di Cristiano IX di Danimarca, mentre dalla parte materna era la nipote dell'imperatrice Augusta Vittoria. Un mese prima della sua nascita, suo padre era succeduto alla guida del Casato di Schleswig-Holstein-Sonderburg-Glücksburg ed il titolo di duca dopo la morte del padre il 27 novembre 1885.

## Matrimonio

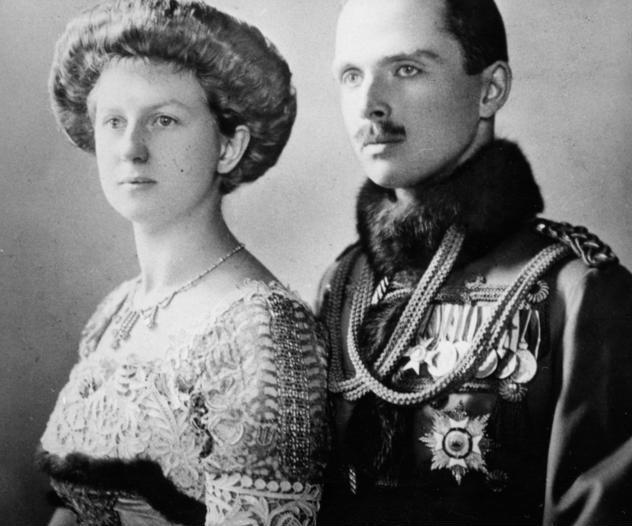
Il Duca e la Duchessa di Sassonia-Coburgo e Gotha, 11 ottobre 1905.

Fu suo zio, l'imperatore Guglielmo II di Germania, a scegliere suo marito. La sua scelta cadde sul cugino, il duca Carlo Edoardo di Sassonia-Coburgo-Gotha, figlio del principe Leopoldo, duca di Albany e di Elena di Waldeck e Pyrmont.
Il matrimonio ebbe luogo l'11 ottobre 1905 al Castello di Glücksburg nella regione dello Schleswig. Cinque anni prima del matrimonio, Carlo Edoardo era succeduto al ducato di Sassonia-Coburgo-Gotha alla morte di suo zio Alfredo. Il 5 novembre 1905 Vittoria Adelaide si trasferì a Coburgo, dove ricevette un'accoglienza molto calorosa. Come nuova madre del Paese, ha subito conquistato la simpatia della popolazione per il suo calore e la sua vicinanza alla gente. Ebbero cinque figli:
- Giovanni Leopoldo (2 agosto 1906-4 maggio 1972), sposò in prime nozze Feodora, baronessa von der Horst, ebbero tre figli, e in seconde nozze Maria Theresia Reindl, non ebbero figli;
- Sibilla (18 gennaio 1908-28 novembre 1972), sposò Gustavo Adolfo, duca di Västerbotten, ebbero cinque figli;
- Uberto (24 agosto 1909-26 novembre 1943);
- Carolina Matilde (22 giugno 1912-5 settembre 1983), sposò in prime nozze Friedrich Wolfgang Otto, conte di Castell-Rüdenhausen, ebbero tre figli, in seconde nozze Max Schnirring, ebbero tre figl, e in terze nozze Karl Andree, non ebbero figli;
- Federico Giosia (29 novembre 1918-23 gennaio 1998), sposò in prime nozze Vittoria Luisa di Solms-Baruth, ebbero un figlio, in seconde nozze Denyse Henrietta de Muralt, ebbero tre figli, e in terze nozze Katrin Bremme, non ebbero figli.

Vittoria Adelaide è descritta come la persona più forte della coppia e inizialmente il duca le chiese spesso consiglio.

## Anni successivi e morte

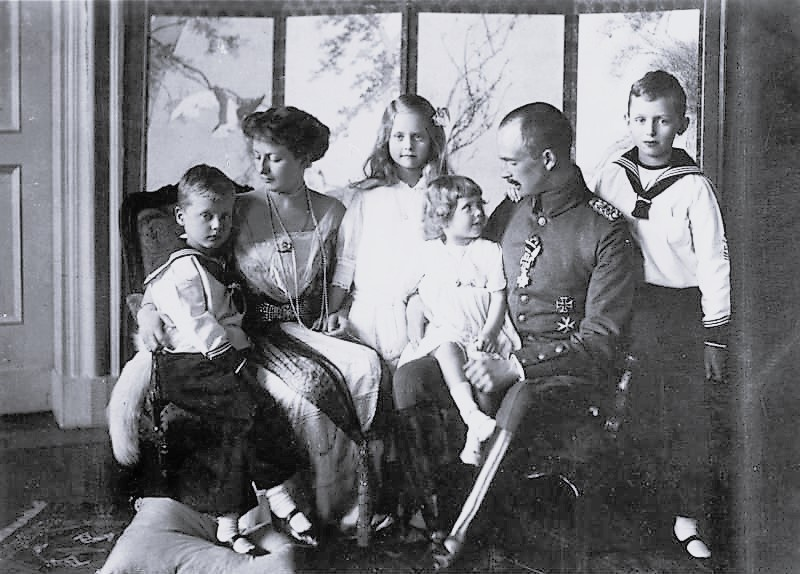
La famiglia di Sassonia-Coburgo e Gotha.

Nel 1918, il duca fu costretto ad abdicare, in seguito alla fine della prima guerra mondiale, obbligando la famiglia a diventare privati cittadini. Carlo Edoardo fu uno dei primi e fervente sostenitore di Adolf Hitler. Vittoria Adelaide inizialmente condivideva l'entusiasmo e il patriottismo di suo marito, ma finì per detestare il partito nazista in seguito alla presa del potere da parte dei nazisti. Ha sfidato suo marito sostenendo la Confederazione della Chiesa evangelica tedesca contro i cristiani tedeschi antisemiti.
Dopo la seconda guerra mondiale, la coppia fuggì in Austria (dove lo Schloss Greinburg an der Donau era una proprietà dei Sassonia-Coburgo dal 1822, e rimase tale) dopo il sequestro delle loro proprietà nella Germania dell'Est ad opera dei sovietici.
Morì il 3 ottobre 1970 e fu sepolta accanto al marito a Schloss Callenberg.

## Titoli e trattamento
- 31 dicembre 1885 – 11 ottobre 1905: Sua Altezza Principessa Vittoria Adelaide di Schleswig-Holstein-Sonderburg-Glücksburg
- 11 ottobre 1905 – 28 marzo 1919: Sua Altezza Reale La Duchessa di Sassonia-Coburgo e Gotha
- 28 marzo 1919 – 3 ottobre 1970: Sua Altezza  La Duchessa di Sassonia-Coburgo e Gotha

## Ascendenza
|                                                                           |                                                         |                                                                     | Genitori                                   |  |  | Nonni |  |  | Bisnonni                                                       |  |  | Trisnonni                                            |  |
|                                                                           |                                                         |                                                                     |                                            |  |  |       |  |  | Federico Guglielmo di Schleswig-Holstein-Sonderburg-Glücksburg |  |  | Federico Carlo di Schleswig-Holstein-Sonderburg-Beck |  |
|                                                                           |                                                         |                                                                     |                                            |  |  |       |  |  | Federico Guglielmo di Schleswig-Holstein-Sonderburg-Glücksburg |  |  | Federico Carlo di Schleswig-Holstein-Sonderburg-Beck |  |
|                                                                           |                                                         | Federica di Schlieben                                               |                                            |  |  |       |  |  | Federico Guglielmo di Schleswig-Holstein-Sonderburg-Glücksburg |  |  |                                                      |  |
| Federico di Schleswig-Holstein-Sonderburg-Glücksburg                      |                                                         |                                                                     |                                            |  |  |       |  |  | Federico Guglielmo di Schleswig-Holstein-Sonderburg-Glücksburg |  |  |                                                      |  |
|                                                                           |                                                         | Luisa Carolina d'Assia-Kassel                                       | Carlo d'Assia-Kassel                       |  |  |       |  |  |                                                                |  |  |                                                      |  |
|                                                                           |                                                         | Luisa Carolina d'Assia-Kassel                                       | Carlo d'Assia-Kassel                       |  |  |       |  |  |                                                                |  |  |                                                      |  |
|                                                                           |                                                         | Luisa Carolina d'Assia-Kassel                                       | Luisa di Danimarca                         |  |  |       |  |  |                                                                |  |  |                                                      |  |
| Federico Ferdinando di Schleswig-Holstein-Sonderburg-Glücksburg           |                                                         | Luisa Carolina d'Assia-Kassel                                       |                                            |  |  |       |  |  |                                                                |  |  |                                                      |  |
|                                                                           |                                                         | Giorgio Guglielmo di Schaumburg-Lippe                               | Filippo II di Schaumburg-Lippe             |  |  |       |  |  |                                                                |  |  |                                                      |  |
|                                                                           |                                                         | Giorgio Guglielmo di Schaumburg-Lippe                               | Filippo II di Schaumburg-Lippe             |  |  |       |  |  |                                                                |  |  |                                                      |  |
|                                                                           |                                                         | Giorgio Guglielmo di Schaumburg-Lippe                               | Giuliana d'Assia-Philippsthal              |  |  |       |  |  |                                                                |  |  |                                                      |  |
| Adelaide di Schaumburg-Lippe                                              |                                                         | Giorgio Guglielmo di Schaumburg-Lippe                               |                                            |  |  |       |  |  |                                                                |  |  |                                                      |  |
|                                                                           |                                                         | Ida di Waldeck e Pyrmont                                            | Giorgio I di Waldeck e Pyrmont             |  |  |       |  |  |                                                                |  |  |                                                      |  |
|                                                                           |                                                         | Ida di Waldeck e Pyrmont                                            | Giorgio I di Waldeck e Pyrmont             |  |  |       |  |  |                                                                |  |  |                                                      |  |
|                                                                           |                                                         | Ida di Waldeck e Pyrmont                                            | Augusta di Schwarzburg-Sondershausen       |  |  |       |  |  |                                                                |  |  |                                                      |  |
| Principessa Vittoria Adelaide di Schleswig-Holstein-Sonderburg-Glücksburg |                                                         | Ida di Waldeck e Pyrmont                                            |                                            |  |  |       |  |  |                                                                |  |  |                                                      |  |
|                                                                           | Cristiano di Schleswig-Holstein-Sonderburg-Augustenburg | Federico Cristiano II di Schleswig-Holstein-Sonderburg-Augustenburg |                                            |  |  |       |  |  |                                                                |  |  |                                                      |  |
|                                                                           | Cristiano di Schleswig-Holstein-Sonderburg-Augustenburg | Federico Cristiano II di Schleswig-Holstein-Sonderburg-Augustenburg |                                            |  |  |       |  |  |                                                                |  |  |                                                      |  |
|                                                                           | Cristiano di Schleswig-Holstein-Sonderburg-Augustenburg | Luisa Augusta di Danimarca                                          |                                            |  |  |       |  |  |                                                                |  |  |                                                      |  |
| Federico VIII di Schleswig-Holstein-Sonderburg-Augustenburg               | Cristiano di Schleswig-Holstein-Sonderburg-Augustenburg |                                                                     |                                            |  |  |       |  |  |                                                                |  |  |                                                      |  |
|                                                                           |                                                         | Lovisa-Sofia Danneskjold-Samsøe                                     | Christian Conrad Sophus Danneskiold-Samsøe |  |  |       |  |  |                                                                |  |  |                                                      |  |
|                                                                           |                                                         | Lovisa-Sofia Danneskjold-Samsøe                                     | Christian Conrad Sophus Danneskiold-Samsøe |  |  |       |  |  |                                                                |  |  |                                                      |  |
|                                                                           |                                                         | Lovisa-Sofia Danneskjold-Samsøe                                     | Johanne Henriette Valentine Kaas           |  |  |       |  |  |                                                                |  |  |                                                      |  |
| Carolina Matilde di Schleswig-Holstein-Sonderburg-Augustenburg            |                                                         | Lovisa-Sofia Danneskjold-Samsøe                                     |                                            |  |  |       |  |  |                                                                |  |  |                                                      |  |
|                                                                           |                                                         | Ernesto I di Hohenlohe-Langenburg                                   | Carlo Ludovico I di Hohenlohe-Langenburg   |  |  |       |  |  |                                                                |  |  |                                                      |  |
|                                                                           |                                                         | Ernesto I di Hohenlohe-Langenburg                                   | Carlo Ludovico I di Hohenlohe-Langenburg   |  |  |       |  |  |                                                                |  |  |                                                      |  |
|                                                                           |                                                         | Ernesto I di Hohenlohe-Langenburg                                   | Amalia Enrichetta di Solms-Baruth          |  |  |       |  |  |                                                                |  |  |                                                      |  |
| Adelaide di Hohenlohe-Langenburg                                          |                                                         | Ernesto I di Hohenlohe-Langenburg                                   |                                            |  |  |       |  |  |                                                                |  |  |                                                      |  |
|                                                                           |                                                         | Feodora di Leiningen                                                | Emilio Carlo di Leiningen                  |  |  |       |  |  |                                                                |  |  |                                                      |  |
|                                                                           |                                                         | Feodora di Leiningen                                                | Emilio Carlo di Leiningen                  |  |  |       |  |  |                                                                |  |  |                                                      |  |
|                                                                           |                                                         | Feodora di Leiningen                                                | Vittoria di Sassonia-Coburgo-Saalfeld      |  |  |       |  |  |                                                                |  |  |                                                      |  |
|                                                                           |                                                         | Feodora di Leiningen                                                |                                            |  |  |       |  |  |                                                                |  |  |                                                      |  |